# Fred Claus
Fred Claus (Brasil: Titio Noel / Portugal: Fred Claus - O Irmão do Pai Natal) é um filme estadunidense de 2007, dos gêneros aventura, comédia e fantasia, dirigido por David Dobkin, escrito por Dan Fogelman e Jessie Nelson, e estrelado por Vince Vaughn, Paul Giamatti, Rachel Weisz e Miranda Richardson. O filme foi lançado em 9 de novembro de 2007, nos EUA e mais tarde lançado no Reino Unido em 30 de novembro de 2007, pela Warner Bros. Pictures.
O filme é vagamente baseado no poema "A legend of Santa and his brother Fred", escrito por Donald Henkel.
O filme arrecadou US$18,515,473 em seu primeiro fim de semana, e fechou em 14 de fevereiro de 2008 com um total bruto de US$72,006,777 na América do Norte e outros US$25,831,572 em outros territórios para um total bruto mundial de US$97,838,349. O filme se tornou o número 1 no Reino Unido em seu primeiro fim de semana, chegando a £ 1,93m. Manteve o primeiro lugar por 1 semana até ser superado por The Golden Compass.
O filme não foi bem recebido pelos críticos. Em Rotten Tomatoes, tem uma taxa de aprovação de 20% com base em comentários de 142 críticos. O consenso do site afirma: "Uma enorme quantidade de talentos é desperdiçada neste filme de Natal artificial e excessivamente sentimental, que não consegue obter o equilíbrio entre humor de palhaçada e momentos familiares sentimentais". Em Metacritic tem uma pontuação de 42 de 100 com base em comentários de 31 críticos.

## Sinopse
O Papai Noel (conhecido nos Estados Unidos como Santa Claus) tem um irmão. Fred Claus, que viveu sua vida inteira atrás da grande sombra de seu irmão. Ele tentou, mas nunca poderia preencher as expectativas do exemplo deixado pelo mais novo Papai Noel. Agora o trambiqueiro Fred acabou na cadeia e após ter sua fiança paga, ele precisa ir para o polo Norte pagar sua dívida fabricando brinquedos.

## Elenco
- Vince Vaughn como Frederick "Fred" Claus
  - Liam James como jovem Fred
- Paul Giamatti como Nicholas "Nick"/"Papai Noel" Claus
  - Theo Stevenson como jovem Nick
- Rachel Weisz como Wanda Blinkowski, namorada de Fred e policial de estacionamento.
- Miranda Richardson como Mrs. Annette Claus, esposa de Nick.
- Kevin Spacey como Clyde Archibald Northcutt, um especialista em eficiência que vem avaliar a situação no Polo Norte. O principal antagonista do filme.
- Kathy Bates e Trevor Peacock como mãe e pai Claus, Fred e os pais de Nick. Peacock também narra o filme.
- John Michael Higgins como Willie, um elfo que Fred faz amizade e ajuda a se relacionar com Charlene.
- Elizabeth Banks como Charlene,  uma elfa alta e loira com quem Willie se enamorou.
- Bobb'e J. Thompson como Samuel "Slam" Gibbons, um jovem órfão que Fred ensina.
- Ludacris como DJ Donnie
- Allan Corduner como Dr. Goldfarb
- Frank Stallone, Roger Clinton, Jr. e Stephen Baldwin como eles mesmos
- Jeffrey Dean Morgan (cameo) como homem sem nome recebendo multa de estacionamento.